# イェジ・セバスティアン・ルボミルスキ
イェジ・セバスティアン・ルボミルスキ（Jerzy Sebastian Lubomirski, 1616年1月20日 - 1667年12月31日）は、ポーランド・リトアニア共和国の大貴族、有力政治家、軍事指導者、公（帝国諸侯）。17世紀中葉の混乱期にルボミルスキの反乱（ロコシュ）を引き起こしたことで知られる。

## 生涯
クラクフ県知事スタニスワフ・ルボミルスキと、ヴォウィン県知事アレクサンデル・オストログスキ公の娘ゾフィアとの間に次男として生まれた。1647年よりクラクフ市総督を務め、1650年には王冠領宮内副長官となり、同年中に王冠領宮内長官に昇任、1658年より王冠領野戦ヘトマンを兼ねた。ノヴィ・ソンチとスピシュの代官でもあった。1643年にセイム議長を務めた。
1648年から1660年まで続いた大洪水時代に、ウクライナ・コサック、スウェーデン、トランシルヴァニアおよびモスクワ・ロシアなどの侵略者との戦いで司令官として名を馳せた。侵入してきたラーコーツィ・ジェルジ2世の軍隊を撃退し、逆にトランシルヴァニアに攻め込んだ。またスタニスワフ・レヴェラ・ポトツキと共に、1660年のツトヌフの戦いでロシア軍を退けた。
ルボミルスキは「黄金の自由」の強力な守護者であり、中央政府の権限強化を改革を試みる国王ヤン2世カジミェシュや議会（セイム）主流派に対する反対者たちの指導者となった。国王が彼を国家反逆罪で訴え、セイムもこれを認めたため、ルボミルスキは1664年全ての官職を剥奪されて追放刑を受けた。
ところが彼は翌1665年、「ルボミルスキのロコシュ」を起こして共和国の制度改革を軍事力で撤回させた。そして1665年には代議員ピョトル・テレフスとヴワディスワフ・ウォシ、1666年にはカスペル・ミャスコフスキとテオドル・ウコムスキをそれぞれ使い、自らの影響力を行使して2回のセイムを中断させて閉会に追い込んだ。さらに常備軍の精鋭と複数の貴族徴兵軍部隊が彼の元にさし向けられたが、ルボミルスキは1665年にチェンストホヴァで国王軍を、1666年に王冠領宮内長官ヤン・ソビェスキが率いる国王支持派の軍勢をモントヴィで破った。
ウェンゴニツェ協定の成立に伴い、ルボミルスキは名誉を回復され、セイムによって最初に受けた有罪判決も無効とされた。また、国王の後継者生前指名（ヴィヴェンテ・レゲ）の導入による王権強化改革も不成立に追い込まれ、結果として国王ヤン2世カジミェシュが1668年に退位する事態を招いた。しかし、結局ルボミルスキは国内にいられなくなり、シレジアのブレスラウに亡命した。

## 評価
一部の人々はルボミルスキを17世紀で最も活躍したマグナートの一人だとしている。彼はセイム代議員で、優秀な雄弁家、軍事指導者、政治家であり、大きな野望を抱いていた。
他方、彼の業績を低く評価する人々も存在する。彼は傲慢かつ野心的で、1655年から1660年まで続いたスウェーデンとの戦争ではスウェーデン側に寝返るような態度を示したと言われる。ルボミルスキはスウェーデンの同盟者であったトランシルヴァニアを打ち負かしたものの、捕まえた敵軍の指導者たちと自分の部下を無償で人質交換した（通常は身代金を払うまでか、人質として投獄しておくのが軍人として当然であった）。
彼が「勝利」を勝ち取った反乱も、ポーランド政府による重要な改革の実現を阻み、このことは共和国に長期にわたる悪影響を及ぼした。彼を低く評価する人々にとってルボミルスキの唯一の功績はツトヌフでの勝利だが、それも彼一人の力で得たものではない。しかも彼は戦いの後自分の率いる軍隊を見捨て、軍組織が崩壊して兵士たちは給料も払われず怪我を直しても貰えないまま、宮廷からの褒賞の獲得に奔走していたのである。